# Dienerella siciliana
Dienerella siciliana es una especie de coleóptero de la familia Latridiidae.

## Distribución geográfica
Habita en Sicilia (Italia).